# Viscère

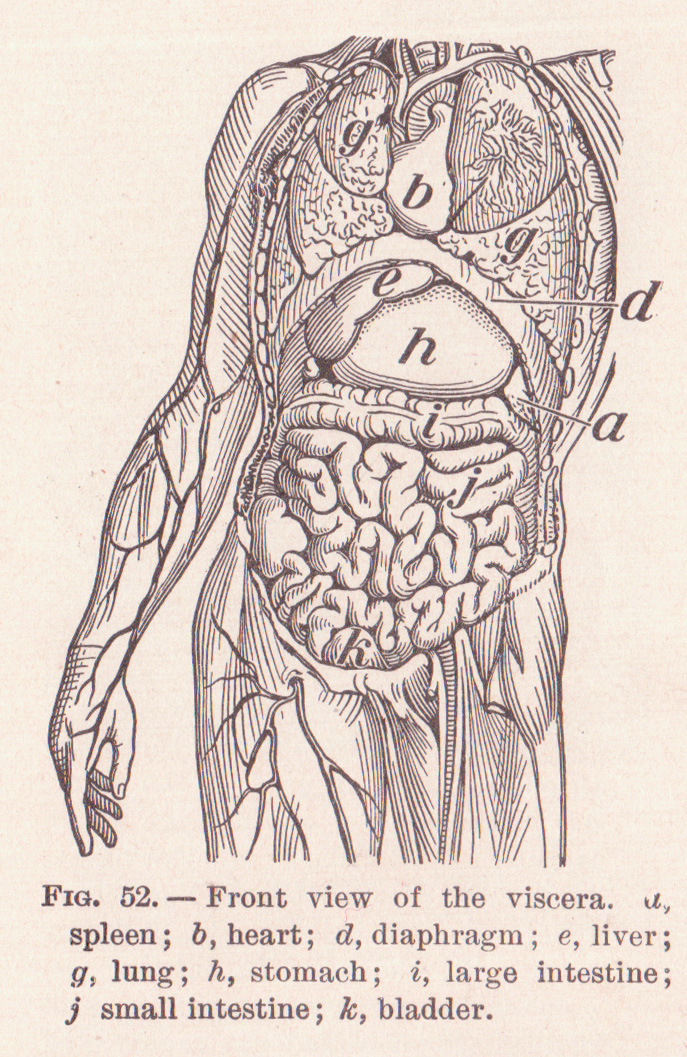
Planche anatomique présentant des viscères humains : appareil digestif (intestins, estomac, etc.), poumons, cœur, etc.

Un viscère (du latin viscus signifiant « partie interne du corps ») désigne en anatomie un organe se situant dans une cavité corporelle : la boîte crânienne, la cage thoracique ou la cavité abdominale. Ainsi, au sens anatomique, le cerveau ou les poumons sont des viscères mais dans le langage courant et notamment dans le domaine alimentaire, ce terme est utilisé pour désigner les organes abdominaux seuls : le foie, l'estomac, les intestins, la rate, les reins, etc. 
Les viscères sont sous le contrôle du système nerveux autonome.
En charcuterie, certains viscères sont commercialisés sous le nom d'abats et vendus notamment dans les triperies.